# Вороговский, Роман Владимирович
Роман Владимирович Вороговский (3 января 1973, Алма-Ата, Казахская ССР, СССР) — советский и казахстанский футболист, полузащитник и нападающий.

## Биография
Роман Вороговский родился 3 января 1973 года в Алма-Ате.
Начал заниматься футболом в 11 лет у тренера Александра Малышева. Тренировался в Алма-Ате на базе СДЮСШОР №3 и республиканского спортивного интерната.
Играл на позициях полузащитника и нападающего. Дебютировал на всесоюзном уровне в 1991 году в составе «Олимпии» из Алма-Аты, выступавшей во второй низшей лиге, провёл 20 матчей.
В 1992 году, после того как Казахстан стал независимым и стал разыгрывать собственный чемпионат, в рамках срочной армейской службы выступал в высшей лиге за «Арман» из Кентау. В 1993 году перебрался в алма-атинское «Динамо».
Побывал на просмотре в московском «Асмарале» и получил предложение подписать 5-летний контракт, но его условия были скромными, и Вороговский предпочёл выступать во второй лиге, защищая цвета «Торпедо»/УралАЗа из Миасса.
В 1995 году выступал за олимпийскую сборную Казахстана, с которой вышел в финальный этап отборочного турнира на летние Олимпийские игры в Атланте, но из-за травмы не смог в нём участвовать.
В 1996 году вернулся в Казахстан, пополнив состав «Мунайшы» из Актау, где тренировался под руководством Курбана Бердыева.
В 1997 году перебрался в алма-атинский «Кайрат», в составе которого стал бронзовым призёром чемпионата страны и выиграл Кубок Казахстана. В 1998 году после раздела команды играл за «ЦСКА-Кайрат», в 1999—2000 годах — за СОПФК «Кайрат». В сезоне-99 вновь стал бронзовым призёром чемпионата. В 2000 году СОПФК «Кайрат» завоевал Кубок Казахстана и участвовал в розыгрыше Кубка обладателей кубков азиатских стран. В первом квалификационном раунде он выиграл у таджикского «Регар-ТадАЗа» (2:0, 1:1), во втором — у туркменского «Небитчи» (0:1, 3:1), а в четвертьфинале уступил иранскому «Эстеглялю» (0:0, 0:3). Вороговский участвовал в четырёх матчах турнира.
В 2001 году перешёл в «Иртыш» из Павлодара, в составе которого в сезоне-2002 стал чемпионом страны. Играл с ним в Азиатском Кубке чемпионов. Выбив из розыгрыша туркменскую «Нису» (3:1, 2:1) и таджикистанский «Варзоб» (4:1, 3:2), на групповом этапе «Иртыш» опередил две команды из Саудовской Аравии — «Аль-Иттихад» и «Аль-Хиляль», пробившись в полуфинал, где уступил в дополнительное время японскому «Джубило Ивата» (0:1), а в матче за 3-4-е места проиграл иранскому «Персеполису» (0:2). Вороговский провёл в этом розыгрыше 5 матчей.
В 2003 году перешёл в «Елимай» из Семипалатинска, в 2004 году играл за «Алма-Ату» и «Женис» из Астаны. Завершил игровую карьеру в «Мегаспорте» из Алма-Аты, с которым в 2007 году поднялся из первой лиги.
На счету Вороговского 267 матчей и 16 мячей в чемпионате Казахстана.
По окончании игровой карьеры стал тренером. В 2012—2013 годах входил в штаб «Сункара» из Каскелена в качестве тренера и селекционера, в 2013 году был тренером «Ак Булака» из Талгара. В 2014 году работал тренером «Жетысу-Сункара».
В 2020 году тренировал детей в футбольной школе «ЦСКА-Баганашил»

## Достижения

### В качестве игрока
Кайрат / СОПФК Кайрат
- Бронзовый призёр чемпионата Казахстана (2): 1997, 1999.
- Обладатель Кубка Казахстана (2): 1997, 2000.

 Иртыш (Павлодар)
- Чемпион Казахстана (1): 2002.

## Семья
Племянник Романа Вороговского Ян Вороговский (род. 1996) выступает за сборную Казахстана по футболу.